# Município de Muskingum (condado de Washington, Ohio)
O município de Muskingum (em inglês: Muskingum Township) é um município localizado no condado de Washington no estado estadounidense de Ohio. No ano de 2010 tinha uma população de 4.461 habitantes e uma densidade populacional de 78,09 pessoas por km².

## Geografia
O município de Muskingum encontra-se localizado nas coordenadas 39° 28′ 58″ N, 81° 28′ 20″ O. Segundo a Departamento do Censo dos Estados Unidos, o município tem uma superfície total de 57.12 km², da qual 54.9 km² correspondem a terra firme e (3.89%) 2.22 km² é água.

## Demografia
Segundo o censo de 2010, tinha 4.461 habitantes residindo no município de Muskingum. A densidade populacional era de 78,09 hab./km². Dos 4.461 habitantes, o município de Muskingum estava composto pelo 97.87% brancos, o 0.74% eram afroamericanos, o 0.09% eram amerindios, o 0.34% eram asiáticos, o 0.02% eram insulares do Pacífico, o 0.07% eram de outras raças e o 0.87% pertenciam a dois ou mais raças. Do total da população o 0.85% eram hispanos ou latinos de qualquer raça.